# Homoneura obtusa
Homoneura obtusa är en tvåvingeart som beskrevs av Yang, Hu och Zhu 2002. Homoneura obtusa ingår i släktet Homoneura och familjen lövflugor. Inga underarter finns listade i Catalogue of Life.